# Jaworzyna (Tatry Zachodnie)
Jaworzyna (słow. Javorina, 1581 m) – szczyt w północno-zachodniej grani Grzesia w słowackich Tatrach Zachodnich. Wznosi się tuż po południowej stronie Przełęczy pod Osobitą (1521 m). Jego północno-wschodnie stoki opadają do Doliny Suchej Orawickiej. W zachodnim kierunku do dna Doliny Zuberskiej opada od jego wierzchołka grzbiet oddzielający Ciepły Żleb od Żlebu Domczyna. Grzbiet Jaworzyny biegnący od Przełęczy pod Osobitą do polany Kasne ma nazwę Domczyna.
Jaworzyna jest w większości zalesiona. U podnóży jej zachodniego grzbietu (od strony Ciepłego Żlebu) znajduje się niewielka polana Puczatina, w stokach opadających do Żlebu Domczyna znajdują się dwie duże halizny. To wiatrołomy lub pozostałości dawnego pasterstwa. Na dnie Doliny Zuberskiej, u południowo-zachodnich podnóży Jaworzyny znajduje się turystyczne osiedle Zwierówka i Stawek pod Zwierówką.
Dawniej Jaworzyna nazywana była też Małą Osobitą (Málá Osobitá). Tuż pod jej wierzchołkiem jeszcze około 1925 stał zbudowany przez KČST turystyczny schron z piecykiem i pryczami. W 1935 był on już zrujnowany. Od Przełęczy pod Osobitą przez Jaworzynę prowadzi znakowany szlak turystyczny. Omija on jednak jej wierzchołek, trawersując go po północnej stronie nad Doliną Suchą Orawicką. Ścieżka prowadzi przez skałki i złomy depresji nad górnym odcinkiem tej doliny.

## Szlaki turystyczne
Zwierówka – Przełęcz pod Osobitą – Grześ:
- Czas przejścia ze Zwierówki na Przełęcz pod Osobitą: 2:05 h, ↓ 1:30 h
- Czas przejścia z przełęczy na Grzesia: 2 h, ↓ 1:50 h

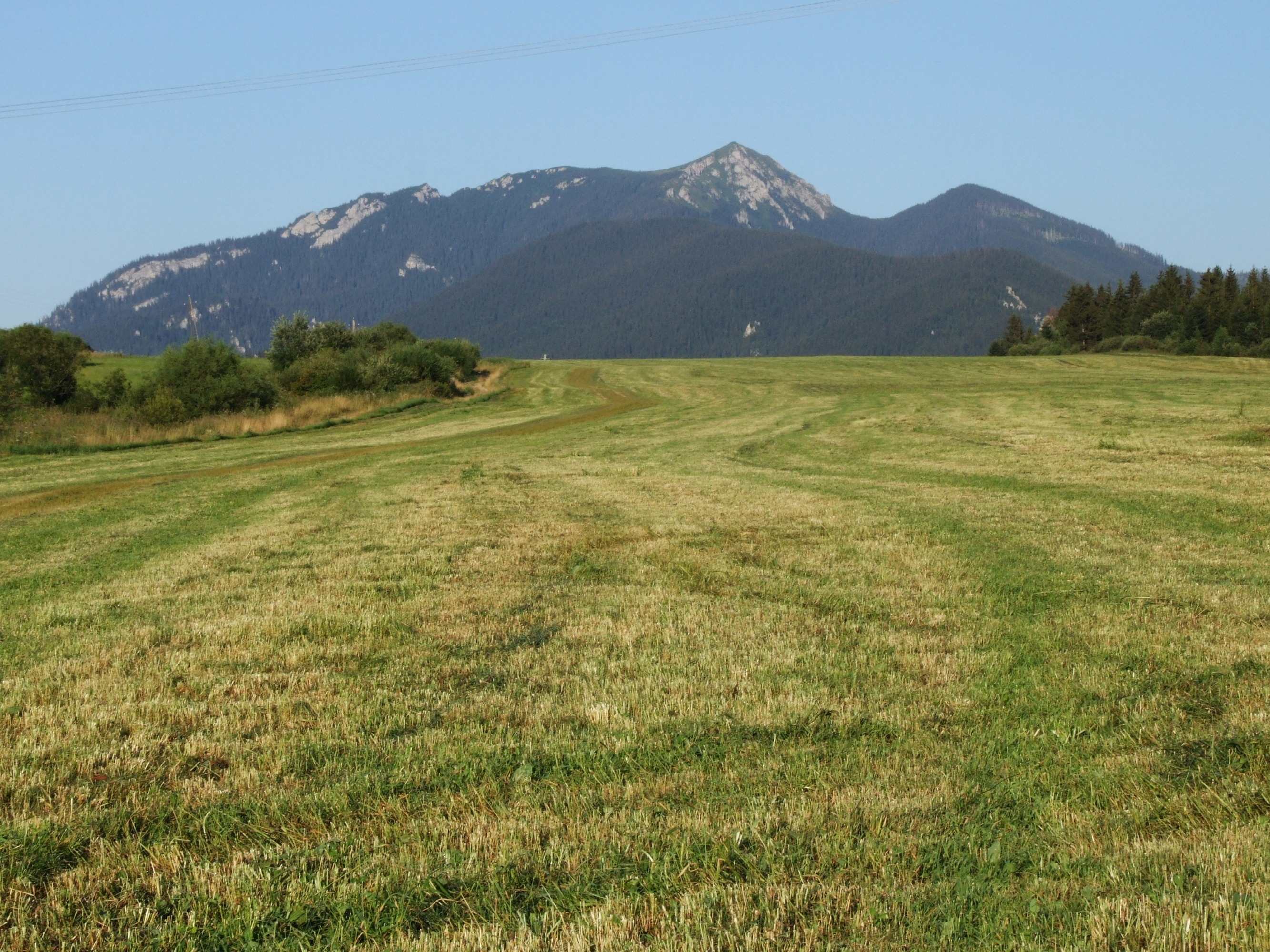
Osobita i Jaworzyna, widok od zachodu